# Erik ”Spänst” Svensson
Karl Erik Emanuel Svensson, känd som Spänst Svensson, född 10 september 1903 i Kristina församling i Jönköping (Småland), död 22 september 1986 i Falkenbergs församling (Halland), var en svensk friidrottare (tresteg och längdhopp). 
Han tävlade för KFUM fram till och med 1926, för IK Tord, Jönköping 1927–1930 och därefter för Falkenbergs IK. Han utsågs 1932 till stor grabb nummer 71 i friidrott.
Erik Svensson tog silver i tresteg och kom fyra i längdhopp vid OS i Los Angeles 1932. Även vid EM i Turin 1934 tog han silver i tresteg. Han vann två SM (längdhopp och tresteg) och hade svenska rekordet i tresteg från 1931 till 1948.
Hade svenskt rekord i längdhopp från 1934 till 1959 (7,53 delat med Olle Hallberg).

## Karriär

### Längdhopp
Vid OS i Los Angeles 1932 kom Erik Svensson fyra i längdhopp, på 7,41.
1933 vann Svensson SM i längdhopp på 7,24.
Den 26 augusti 1934 förbättrade Erik Svensson i Oslo Olle Hallbergs svenska rekord i längdhopp, från 7,51 till 7,53. En knapp månad senare (den 23 september) lyckades Olle Hallberg tangera rekordet vid tävlingar i Göteborg. Det skulle sedan dröja ända till 1950-talet innan Torgny Wåhlander först tangerade (1956) och sedan förbättrade rekordet (1959).

### Tresteg
Den 29 augusti 1931 förbättrade Erik Svensson i Stockholm Folke Janssons svenska rekord i tresteg, från 15,09 till 15,13. 
Vid OS i Los Angeles 1932 (den 4 augusti) tog han silvermedaljen i tresteg med ett hopp på 15,32. Därigenom förbättrade han även sitt svenska rekord, vilket skulle stå sig till 1948 då Arne Åhman slog det.
1933 vann Erik Svensson SM på 15,18.
Han var även med vid EM i Turin 1934, där han tog silvret med ett hopp på 14,83.